# Micael Borges
Micael Borges, född 12 december 1988 i Rio de Janeiro, är en brasiliansk skådespelare och sångare.

## Filmografi
- 2001 - Copacabana
- 2002 - Cidade de Deus
- 2003 - Alegres Comadres, As
- 2004 - Irmãos de Fé